# Бадминтон на летних Олимпийских играх 2016
Соревнования по бадминтону на летних Олимпийских играх 2016 прошли с 11 по 20 августа. Были разыграны 5 комплектов наград. В соревнованиях приняли участие 172 спортсмена из 46 стран.

## Соревнования
| О | Отборочные | К | 1/8 финала | ¼ | Четвертьфиналы | ½ | Полуфиналы | Ф | Финал |

| Дата →                   | Чт 11 | Чт 11 | Чт 11 | Пт 12 | Пт 12 | Пт 12 | Сб 13 | Сб 13 | Сб 13 | Вс 14 | Вс 14 | Вс 14 | Пн 15 | Пн 15 | Вт 16 | Вт 16 | Ср 17 | Ср 17 | Чт 18 | Чт 18 | Пт 19 | Пт 19 | Сб 20 | Сб 20 |
| Событие ↓                | У     | Д     | В     | У     | Д     | В     | У     | Д     | В     | У     | Д     | В     | У     | В     | У     | В     | У     | В     | У     | В     | У     | В     | У     | В     |
| ------------------------ | ----- | ----- | ----- | ----- | ----- | ----- | ----- | ----- | ----- | ----- | ----- | ----- | ----- | ----- | ----- | ----- | ----- | ----- | ----- | ----- | ----- | ----- | ----- | ----- |
| Мужской одиночный разряд | О     | О     | О     | О     | О     | О     | О     | О     | О     | О     | О     |       | К     | К     |       |       | ¼     |       |       |       | ½     |       | Ф     |       |
| Мужской парный разряд    | О     | О     | О     | О     | О     | О     | О     | О     | О     |       |       |       | ¼     |       | ½     |       |       |       | Ф     |       | Ф     |       |       |       |
| Женский одиночный разряд | О     | О     | О     | О     | О     | О     | О     | О     | О     | О     | О     | О     |       | К     |       | ¼     |       |       | ½     |       | Ф     |       |       |       |
| Женский парный разряд    | О     | О     | О     | О     | О     | О     | О     | О     | О     |       |       |       | ¼     |       | ½     |       |       |       | Ф     |       |       |       |       |       |
| Смешанный парный разряд  | О     | О     | О     | О     | О     | О     | О     | О     |       |       |       | ¼     |       | ½     |       | Ф     | Ф     |       |       |       |       |       |       |       |

## Медали

### Общий зачёт
(Жирным выделено самое большое количество медалей в своей категории; принимающая страна также выделена)
| Общее количество медалей |                  |        |         |        |       |
| Место                    | Страна           | Золото | Серебро | Бронза | Всего |
| 1                        | Китай            | 2      | 0       | 1      | 3     |
| 2                        | Япония           | 1      | 0       | 1      | 2     |
| 3                        | Индонезия        | 1      | 0       | 0      | 1     |
| 3                        | Испания          | 1      | 0       | 0      | 1     |
| 4                        | Малайзия         | 0      | 3       | 0      | 3     |
| 5                        | Дания            | 0      | 1       | 1      | 2     |
| 6                        | Индия            | 0      | 1       | 0      | 1     |
| 7                        | Великобритания   | 0      | 0       | 1      | 1     |
| 7                        | Республика Корея | 0      | 0       | 1      | 1     |
| Всего                    | Всего            | 5      | 5       | 5      | 15    |

### Медалисты
| Дисциплина               | Золото                                     | Серебро                                         | Бронза                                        |
| Мужской одиночный разряд | Чэнь Лун Китай                             | Ли Чонг Вей Малайзия                            | Виктор Аксельсен Дания                        |
| Мужской парный разряд    | Китай · Фу Хайфэн · Чжан Нань              | Малайзия · У Вэй Шем · Тань Уи Кенг             | Великобритания · Маркус Эллис · Крис Лэндридж |
| Женский одиночный разряд | Каролина Марин Испания                     | Пусарла Венката Синдху Индия                    | Нодзоми Окухара Япония                        |
| Женский парный разряд    | Япония · Мисаки Мацутомо · Аяка Такахаси   | Дания · Камилла Рюттер Юль · Кристинна Педерсен | Республика Корея · Чон Гён Ын · Син Сын Чхан  |
| Смешанный парный разряд  | Индонезия · Тонтови Ахмад · Лилиана Натсир | Малайзия · Чэнь Пэнсун · У Люин                 | Китай · Чжан Нань · Чжао Юньлэй               |

## Спортивные объекты
| Риоцентро         |
| ----------------- |
| Риоцентро изнутри |
| Вместимость: 5000 |

## Квалификация
Список спортсменов, которые примут участие в летних Олимпийских играх в Рио-де-Жанейро будет определён 5 мая 2016 года на основании рейтинга BWF. В одиночных разрядах выступят по 38 спортсменов, а в парных по 16 команд. Среди национальных комитетов квоты будут распределяться следующим образом:
| Разряд    | Квота | Примечание                                                   |
| --------- | ----- | ------------------------------------------------------------ |
| Одиночный | 2     | Если оба спортсмена занимают в рейтинге места с 1-го по 16-е |
| Одиночный | 1     | Все остальные спортсмены                                     |
| Парный    | 2     | Если обе пары занимают в рейтинге места с 1-го по 8-е        |
| Парный    | 1     | Все остальные пары                                           |

Также по одному спортсмену в мужском и женском одиночных разрядах отданы хозяевам соревнований сборной Бразилии. Еще по три спортсмена в одиночных разрядах будут приглашены решением трёхсторонней комиссии (МОК, АНОК, BWF). Все квоты являются именными, то есть если спортсмен не сможет принять участие в Олимпийских играх, то место отдаётся не другому представителю страны, а спортсмену следующему по рейтингу BWF. Также все бадминтонисты должны во время квалификационного периода принять участие не менее, чем в трёх одиночных турнирах.